# アリス・メアリ・スミス
アリス・メアリ・スミス（Alice Mary Smith, 1839年5月19日 ロンドン - 1884年12月4日 ロンドン）は19世紀イギリスの女性作曲家。
ロンドン王立音楽アカデミーに学び、ウィリアム・スタンデール・ベネットとジョージ・マクファーレンに作曲を師事。1867年に結婚し、アリス・メアリ・メドウズ＝ホワイト（Alice Mary Meadows-White）となる。同年11月にロイヤル・フィルハーモニー協会の女性正会員に、1884年に王立音楽アカデミーの名誉会員に選ばれる。これによって自作を演奏してもらえるようになった。
スミスは多作家であり、大曲と小曲のいずれも手懸けた。スミス作品のうち、4つのピアノ四重奏曲、3つの弦楽四重奏曲、クラリネット・ソナタ、交響曲数曲、いくつかの大規模なカンタータが挙げられる。二重唱曲《皐月 Maying》は最も人気を集めた作品である。器楽曲はやっと最近になって出版されるようになり、演奏可能になった。
おそらくは家事にくわえて音楽上の任務に力を入れようとしたことから、消耗して腸チフスのために亡くなった。
1884年12月13日に『ジ・アサニーアム』紙（ The Athenaeum）に掲載された死亡記事によると、「彼女の作品は、上品さと優雅さ……力強さとエネルギーが際立っている。形式感が明晰で、楽想は突飛さとは無縁である。彼女は明らかにロマン派よりも古典派に共感を抱いていた」。